# Romegueró
El romegueró, esbarzerola, barça (o barsa), barça bovina, barça bovinera, barça marina, esbarzer, albarzer, abatzer/batzer, esbarzer de riu, morera de rostoll (el fruit: mora de rostoll o mora de bou), romeguera (de rostoll), romera de rostoll (Rubus caesius) és una planta de la família de les rosàcies.

## Etimologia
Del llatí caesius (de color blau cel).

## Descripció
És una planta arbustiva, sarmentosa, de fins a 60 o 70 cm de llargada, de tiges febles i ajagudes, amb agullons prims i força drets. Fulles trifoliolades, amb els folíols ovats, verds pel revers, dentats, amb les dents molt irregulars. La floració s'esdevé entre el maig i l'agost, i les flors són blanques, d'uns 2 cm de diàmetre, reunides en corimbes (de 2 a 5) amb 5 pètals, 5 sèpals i nombrosos estams. Els fruits múltiples (com totes les mores) són una polidrupa, amb menys fruits que la móra d'esbarzer. No són comestibles, ja que tenen un gust molt àcid.

## Hàbitat i distribució geogràfica
És una planta pròpia dels herbassars, els indrets humits i els boscos de ribera, des de la terra baixa fins a l'estatge montà. Als Països Catalans, s'estén per gairebé tot Catalunya, part del litoral valencià i les illes Balears. També és present a Albània, Àustria, Bèlgica, Anglaterra, Bulgària, Txèquia, Eslovàquia, Dinamarca, Finlàndia, Occitània, França, Alemanya, Grècia, Irlanda, Suïssa, els Països Baixos, Espanya, Hongria, Itàlia (incloent-hi Sicília), els Balcans, Portugal, Malta, Noruega, Polònia, Suècia, els estats bàltics, Ucraïna, Belarús, Rússia, el Caucas, Sibèria, Turquia (Anatòlia), Algèria, el Marroc, l'Iraq, l'Iran, el Iemen, l'Afganistan i la Xina (Xinjiang). Ha estat introduït a l'Argentina, l'arxipèlag de Madeira, els Estats Units (Iowa, Kentucky, Michigan i Nova York) i el Canadà (Ontario).

## Observacions
Pot produir híbrids amb la gerdonera (Rubus idaeus), els quals són més erectes i espinosos que el romegueró. També pot hibridar amb Rubus saxatilis i la planta resultant presenta fulles amples i amb poques espines.